# Stare Miasto (powiat szamotulski)
Stare Miasto – wieś w Polsce położona w województwie wielkopolskim, w powiecie szamotulskim, w gminie Wronki.

## Historia
Wieś pierwotnie związana była z Wielkopolską i prawdopodobnie ma metrykę średniowieczną. Po raz pierwszy odnotowana została w języku staropolskim w szesnastowiecznym dokumencie z 1597 jako "Stare Miastho". Istnieje więc co najmniej od końca XVI wieku jednak historycy podejrzewają wcześniejszą metrykę miejscowości.
Nazwy typu "Stare Miasto" zwykle określały lokalizacje pierwotnych osad, przeniesionych w związku z lokacją miast w nowe miejsce. Historycy wysnuli teorię, że wieś Stare Miasto wskazuje na pierwotne położenie najdawniejszego, przedlokacyjnego miasta Wronki, których lokacja nastąpiła w II połowie XIII wieku. Prawdziwość tej teorii mogą potwierdzać badania archeologiczne przeprowadzone w XXI wieku. W 2005 na polach Starego Miasta w pobliżu rzeki Warty, blisko drogi do Pierwoszewa oraz strugi, wpadającej do Warty przypadkowo odsłonięto fragment cmentarzyska datowanego ogólnie na średniowiecze. Jego lokalizacja odpowiada położeniu łąki zwanej potocznie "cmentarzem", która została wspomniana w 1738. Naukowcy wiążą także nazwę "Smęty" odnotowaną w 1597 z odkrytym miejscem po średniowiecznym cmentarzu.
Istnienie osady Stare Miasto nie jest jednak poświadczone w zachowanych historycznych dokumentach pisanych w średniowieczu. W XVI wieku wieś nie była nawet miejscowością, a jedynie folwarkiem wydzielonym prawdopodobnie z gruntów Nowej Wsi, która graniczyła z Ćmachowem, a więc obejmować musiała obecne grunty Starego Miasta. W jej pobliżu leżała opustoszała dziedzina zwana "Pamięcino".
Miejscowość była początkowo własnością szlachecką należącą do polskiej szlachty  Czarnkowskich herbu Nałęcz, a później także Wolikowskich. W XVIII wieku stał się własnością kościelną. W XVI wieku wieś leżała w powiecie poznańskim województwa poznańskiego w Koronie Królestwa Polskiego w parafii Wronki.
W 1597 Piotr Czarnkowski sprzedał Andrzejowi Wolikowskiemu wieś Biezdrowo wraz z opuszczoną dziedziną Smęty należącą niegdyś do Nowej Wsi oraz z łąką Wielką w dziedzinie Stare Miasto. W 1738 pleban z Wronek posiadał opuszczony folwark o nazwie Stare Miasto, darowany jego kościołowi w 1730. W odnotowującym to dokumencie zachował się opis okolicy. Folwark ten rozciągał się od strugi spływającej z pól do Warty i biegł do granic Pierwoszewa dochodząc do drogi pierwoszewskiej, a za tą drogą położone były role z łączką zwaną cmentarzem, która sięgała do strugi. W 1787 pleban z Wronek na zachód od tego miasta mial role pod Starym Miastem, sięgające od rzeki Warty do drogi do Biezdrowa. Wspomniany został także folwark Stare Miasto, za którym znajdowała się Nowa Wieś.
W latach 1975–1998 miejscowość należała administracyjnie do województwa pilskiego.